# Veselá (Plzeň)
Veselá é uma comuna checa localizada na região de Plzeň, distrito de Rokycany.